# Kalüün
Kalüün [kɑlyːn] ist eine 2012 gegründete deutsche Folkband, die auf der Insel Föhr beheimatet ist. Ihre Texte sind auf Fering verfasst, dem Föhrer Dialekt der nordfriesischen Sprache.

## Geschichte
Kalüün (Fering für „Energie, Mumm“) entstand 2012 aus der Irish-Folk-Band Ballynacally. Zur Band zählen Dennis Werner (Gitarre, Gesang), sein Bruder Dirk Werner, der Cajón, Bodhrán und Djembe spielt, Keike Faltings (Gesang, Violine) und ihr Bruder Jan Faltings (Mandoline Bouzouki und Gesang). Als Gäste sind Michael Lempelius (ehemals bei Liederjan) und Ole Carstensen gelegentlich zu hören.
Ihr bisher einziges Album Spöören („Spuren“), das 2014 erschien, erhielt den Preis der deutschen Schallplattenkritik. Mit Fering Hüs gelangte Kalüün auf Platz 3 der Liederbestenliste. Damit wurde erstmals ein in nordfriesischer Sprache gesungenes Lied dort aufgenommen. 2015 trat die Band als einer der „Headliner“ auf dem Folkbaltica Festival auf. Keike Faltings präsentierte das Folkbaltica Festival 2016 als Hauskünstlerin.
Neben auf Fering gesungenen Liedern spielt die Band traditionelle, neu arrangierte Tänze. Der Föhrer Sprachwissenschaftler Volkert F. Faltings, Vater von Keike und Jan Faltings, erforschte diese Tänze der friesisch-jütischen spillemandsmusik und veröffentlichte sie 2015 zusammen mit Jan Faltings und Dennis Werner unter dem Titel Lieder und Tänze von Föhr und Amrum. 2016 organisierte Kalüün gemeinsam mit der Ferring-Stiftung, der Tønder Kulturskole sowie befreundeten Musikern von der dänischen Insel Fanø einen gemeinsamen Workshop unter dem Motto „Folk von der Westküste“. Ein gleichnamiges Liederbuch mit traditionellen und zeitgenössischen Liedern und Tänzen von Föhr und Fanø wurde parallel zum Workshop herausgegeben.

## Diskografie
- 2014: Spöören

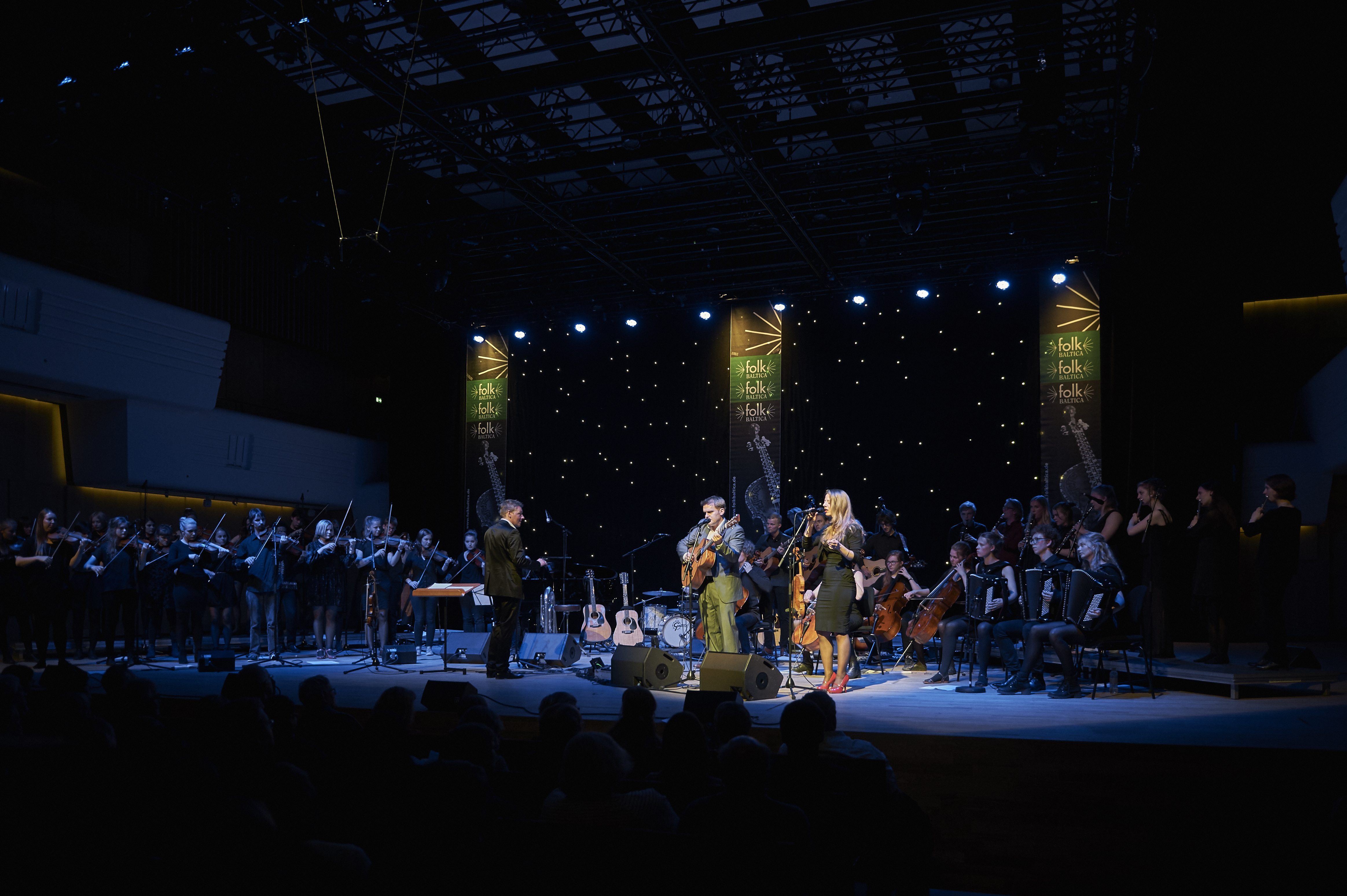
Keike Faltings und Dennis Werner auf dem Eröffnungskonzert der Folkbaltica 2015
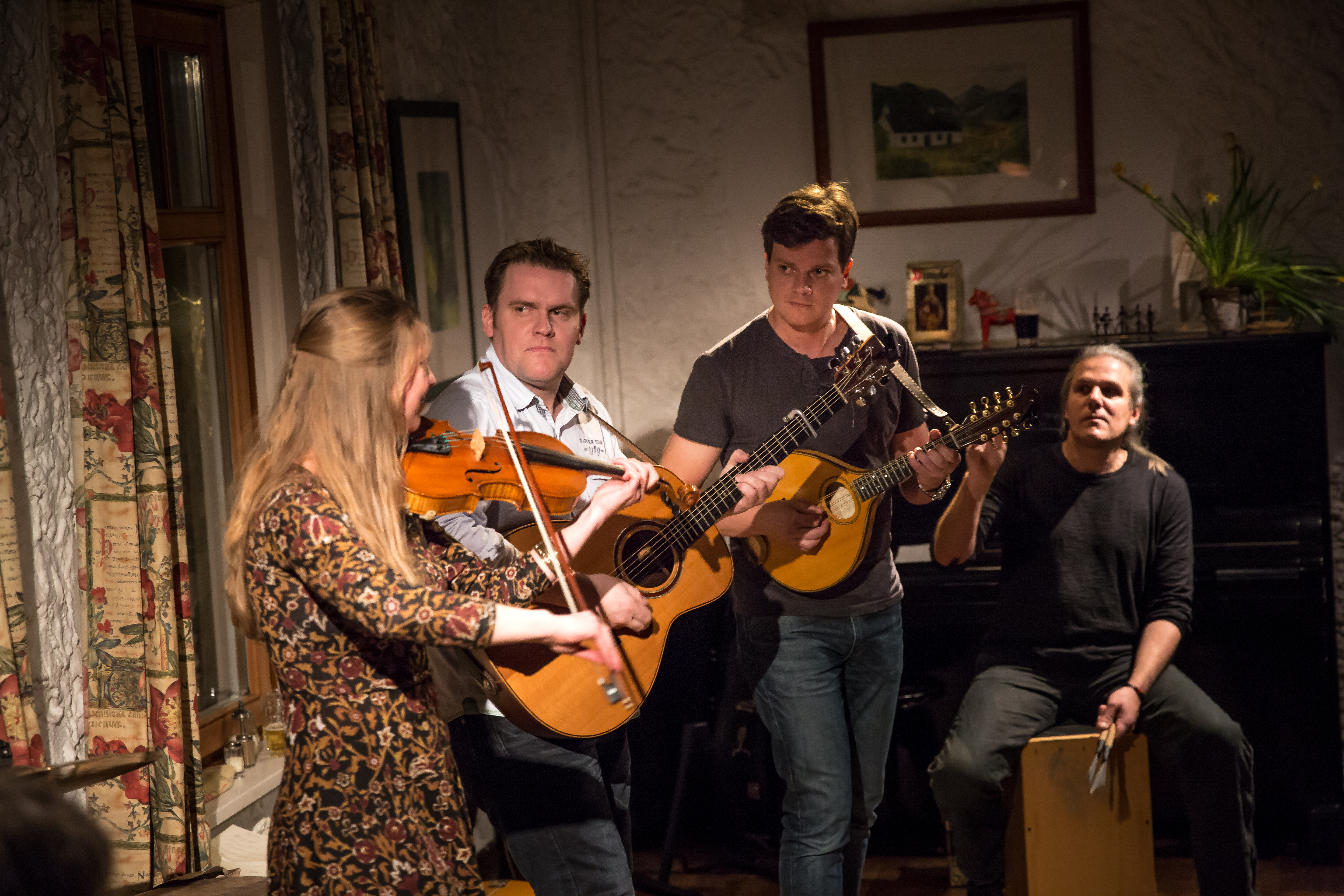
Kalüün beim Bodhran-Workshop-Konzert in der Proitzer 2016